# École nationale de police de Paris
L'École nationale de Police de Paris (ENPP) était une école nationale de la police française, autrefois dénommée CAPU, « Centre d'application des personnels en uniforme ».
Située dans le bois de Vincennes (ville de Paris) à proximité du lac de Gravelle et de l'hippodrome de Vincennes, cette école formait des élèves gardiens de la paix, et possédait en outre une section de cadets de la République. Cette infrastructure était sous la responsabilité de la préfecture de police de Paris. L'École nationale de police de Paris héberge également le centre de rétention administrative de Paris-Vincennes.
Cette école ferme ses portes le 31 décembre 2010. Et depuis le 1er janvier 2011, à son emplacement se trouve désormais un Centre Régional de Formation de la police ainsi que diverses unités de la Police Nationale.
En raison de la vétusté de ses locaux, un projet de déménagement de l'école à Noisy-le-Grand était annoncé en 2001. Repoussé, ce projet n'aura finalement jamais vu le jour,,.